# Alonso Correque
Alonso Correque fue un caudillo indígena de Costa Rica a finales del siglo XVI, rey o cacique mayor del grupo indígena denominado como huetares de occidente. Algunas fuentes lo mencionan como hijo del rey de los huetares de occidente, Fernando Correque, hijo a su vez de otro monarca llamado El Guarco. Sin embargo, estudios recientes sugieren que entre los huetares prevalecía un sistema matrilineal de sucesión dinástica y que Alonso Correque era hijo de María, hermana de Fernando Correque, y de su esposo Ventura. Tenía al menos dos hermanos llamados Larix y Tebuba.
En 1584 heredó de Fernando Correque la importante encomienda de Tucurrique, pueblo donde se habían asentado los principales caudillos y señores de los huetares de oriente. Esta encomienda había sido otorgada a Fernando Correque por el gobernador Diego de Artieda Chirino y Uclés, posiblemente con el propósito de asegurar su fidelidad a la Corona y la sumisión de sus vasallos, y de evitar conflictos entre los españoles por la titularidad de una encomienda tan importante.
En 1590, al resolver sobre una demanda judicial formulada por Pedro de Ribero, a quien el alcalde mayor interino Alonso Anguciana de Gamboa (1574-1577) había otorgado ilegalmente una encomienda en un lugar vecino a Tucurrique, llamado Corrose, el gobernador interino y juez de comisión Juan Velázquez Ramiro de Logrosán dispuso despojar de la encomienda de Tucurrique a Alonso Correque, sobre la base de que no podía ser encomendero, por ser tan cristiano nuevo como los demás indígenas de ese pueblo. No se tienen noticias de la vida posterior de Alonso Correque.

Véase también:
- Reyes indígenas de Costa Rica

- Datos: Q5670076